# (3881) Doumergua
(3881) Doumergua (1925 VF) – planetoida z grupy pasa głównego asteroid okrążająca Słońce w ciągu 3,83 lat w średniej odległości 2,45 j.a. Odkrył ją Benjamin Jekhowsky 15 listopada 1925 roku.